# دير القديس مينا العجائبي

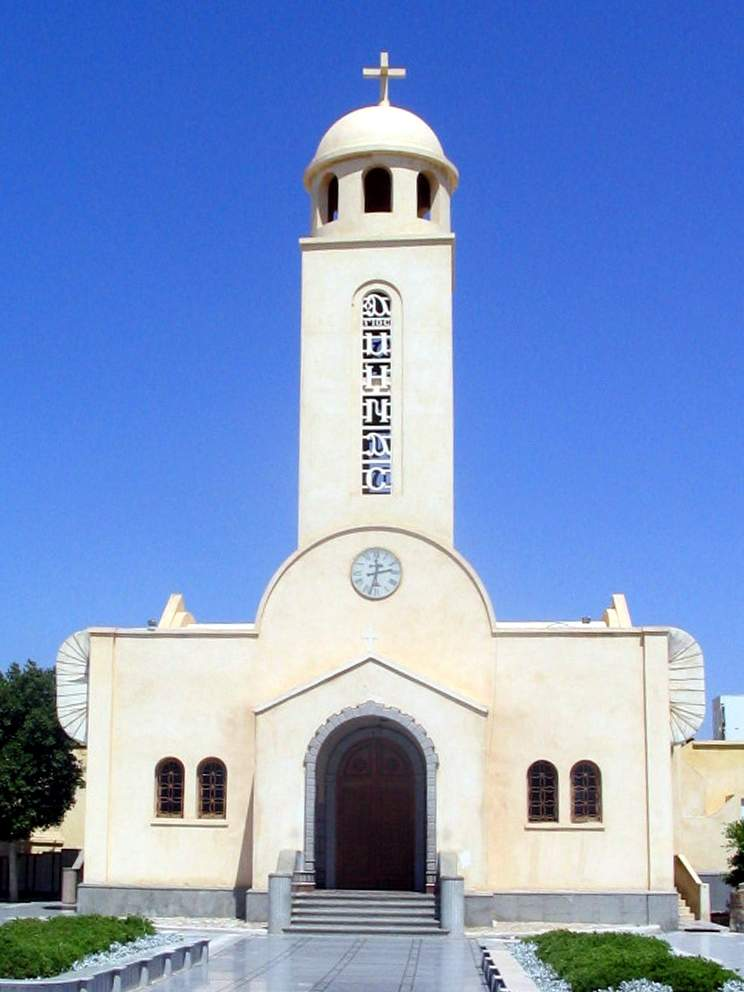
كنيسة السيدة العذراء بالدير

دير الشهيد العطيم مارمينا العجايبي بصحراء كينج مريوط هو دير تابع للكنيسة القبطية الأرثوذكسية بالإسكندرية ، ويقع في الصحراء الغربية بالقرب من الإسكندرية. الدير مكرس للقديس مارمينا . تم بناء الدير الحديث بالقرب من أطلال دير أبو مينا.

## روابط خارجية

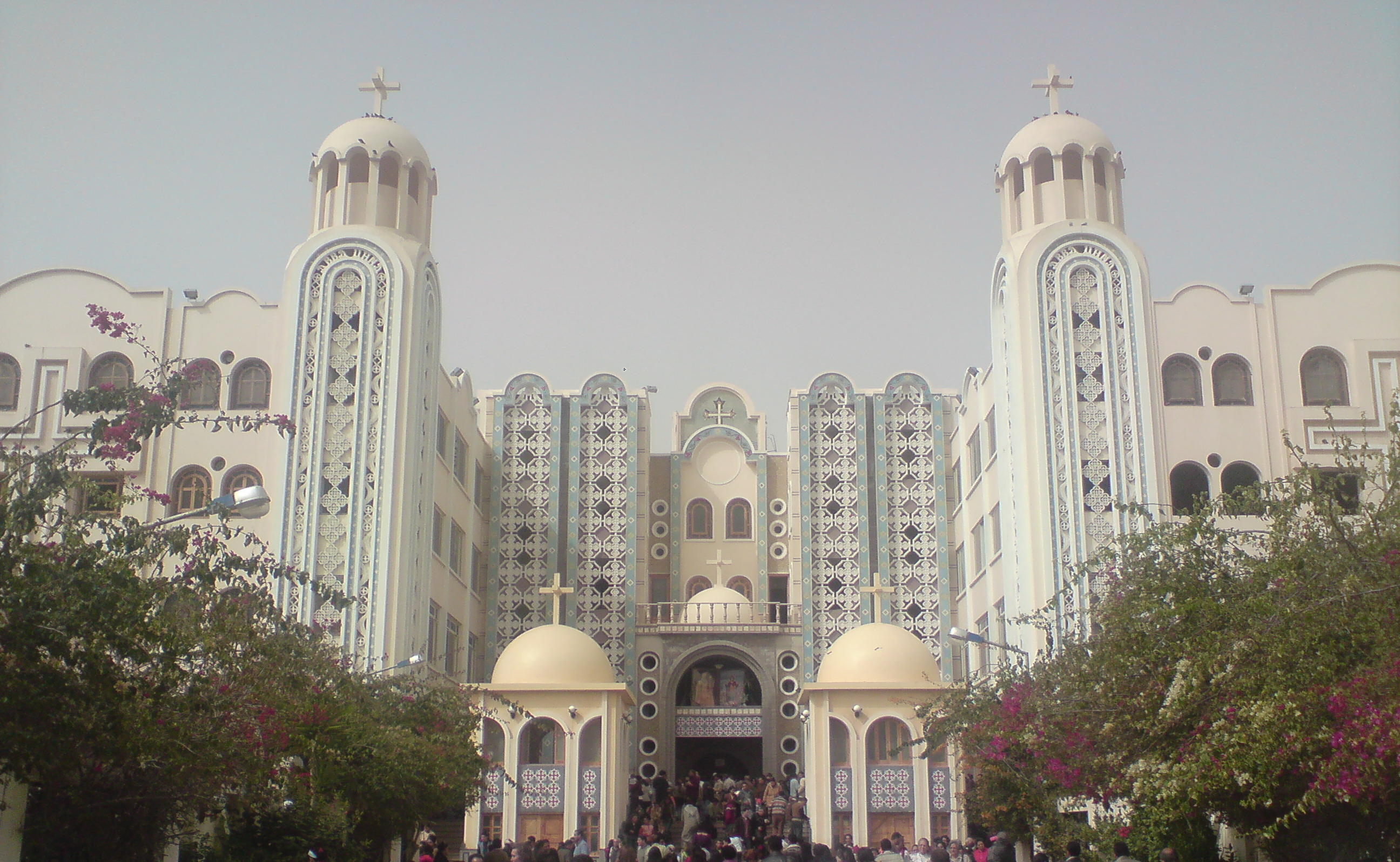
دير الشهيد العطيم مارمينا العجايبي

- دير مار مينا بمريوط على الشبكة العنكبوتية
- موقع دير مار مينا بمريوط على الشبكة العنكبوتية (الموقع باللغة العربية)
- Stmina-monastery.org
- Stmina-monastery.org